# 改革
改革（かいかく、英語: reform）とは、ある対象を改め、変化させること。革命とは異なり、現時点での基本的な体制を保ちつつ、内部に変化を作ることをいう。変革（へんかく）とも呼ばれる。

## 語義
日本語の改革は、ある対象を改め、変化させることをいう。
企業経営では「経営改革」や「経営革新」はほぼ同じ意味で使用されることがあるが、短期で現状肯定的に改良を行う「改善」、中短期で現状から新しい姿に変革する「改革」、より長期的視点で事業や技術を造る「革新」のように使い分けられることもある。
英語ではreformにあたり、reformには改革や改変の意味がある。reformの語はビジネスや組織の改革に用いられる。英語では成長戦略を「reform」や「structural reform」と表現することもあるが、日本では「growth strategy」と直訳することが一般的である。

## 改革の事例
- 宗教改革
- 幕政改革
  - 享保の改革
  - 寛政の改革
  - 天保の改革
- 農地改革
- 行政改革
- 規制改革
- 構造改革
  - 聖域なき構造改革（小泉・竹中改革）